# Томас, Хью Хэмшоу
Хью Хэмшоу Томас (англ. Hugh Hamshaw Thomas; 29 мая 1885, Рексем — 30 июня 1962, Кембридж) — британский ботаник и историк науки, палеоботаник, морфолог растений, эколог и эволюционист. Доктор Sc.D. (1926) Кембриджа и его ридер-эмерит, член Лондонского королевского общества (1934).
Являлся президентом Линнеевского общества (1955-58) и Британского общества по истории науки (1953—1955). Награжден золотой медалью Линнеевского общества в 1960 году. Лауреат Sedgwick Prize (1924). Офицер ВВС.

## Биография
Родился третьим ребенком и вторым сыном в семье торговца мужской одеждой в маленьком валлийском городке. Его отец был конгрегационалистом, либералом, мировым судьей и филантропом.
В 1904 поступил в кембриджский Даунинг-колледж. Еще в школе увлекся ботаникой и ископаемыми растениями. В 1909-23 куратор ботанического музея Кембриджа, с 1912 сублектор Тринити-колледжа, с 1914 феллоу Даунинг-колледжа, с 1923 университетский лектор Кембиджа, с 1937 ридер, уйдет в отставку с последней должности в 1950 и станет тогда же эмеритом, а также почетным феллоу своего Даунинг-колледжа. В годы Первой мировой служил в Королевском летном корпусе во Франции и Египте; разработал новые методы в аэрофотосъемке. Будет произведен в M.B.E., а в 1939-43 годах служил в Royal Air Force Volunteer Reserve (с началом войны немедленно вернется из ботанической экспедиции на Ямайку). В 1921 посетит Ливию и опубликует свои наблюдения по экологии Ливийской пустыни. В 1947 президент ботанической секции Британской ассоциации содействия развитию науки. В том же году стал членом-основателем Британского общества по истории науки, его почетный член с 1961.
Первые статьи Томаса об ископаемых растениях вышли в 1908 году, а уже на следующий год за эссе о листьях каламитов он удостоится Walsingham Medal. Как отмечается, его самая важная и основополагающая статья о Caytoniales появилась в 1925 году. Он также стал историком ботанических идей. В столетие Дарвина-Уоллеса (1958) будет признан одним из 20 биологов мира, внесших наиболее выдающийся вклад в познание эволюции, получит памятную медаль.
Женился в 1923; сын и дочь.